# Karl-Heinz Becker (Rennfahrer)
Karl-Heinz Becker (* 20. März 1944; † 16. Juni 2025) war ein ehemaliger deutscher Automobilrennfahrer.

## Karriere
Karl-Heinz Becker startete seine Privatrennfahrer-Karriere 1964 im Tourenwagen-Motorsport. Er fuhr einige Rennen in der Tourenwagen-Europameisterschaft und Deutschen Automobil-Rundstrecken-Meisterschaft für GT-Wagen (DARM) mit Glas 1204 TS- und Mini Cooper S-Rennwagen.
Bereits 1965 und 1966 fuhr er seine ersten Langstreckenrennen beim 1000-km-Rennen auf dem Nürburgring. Mit dem Wechsel 1966 auf einen Glas 1304 TS stellte sich sein erster Rennerfolg ein. Beim 500-km-Rennen auf dem Nürburgring in der DARM erreichte er seinen ersten Klassensieg in der T1.3-Klasse.
1974 startete er mit einem BMW 2002 TI in der 2. Division der Deutschen Rennsport-Meisterschaft (DRM). In den folgenden Jahren bis 1981 fuhr er regelmäßig mit BMW-Rennwagen – zuletzt mit einem BMW 320 Turbo Rennen in der Division 2. Mit den 1982 erfolgten Änderungen des DRM-Reglements, bei denen Gruppe-C-Rennwagen zugelassen wurden, wechselte Becker auf einen Lola T600, mit dem er bis zum Ende der DRM 1985 in dieser Rennserie fuhr. Seine beste Platzierung in DRM war 1974 der 8. Gesamtplatz mit einem BMW 2002 TI.
1984 stieg er in der Interserie ein. Dort fuhr er bis 1989 mit seinem Lola T600 nur einzelne Rennen einer Rennsaison. Parallel nahm er von 1986 bis 1989 an Rennen des Sport-Auto-Supercups für Rennwagen der Gruppe C teil. Beim Supercup erreichte er 1988 mit dem 8. Platz im Rennen in Hockenheim seine beste Platzierung. Ab 1990, mit dem Ende der Gruppe C-Supercup-Rennserie, bestritt er ganze Rennsaisons in der 1. Division der Interserie. 1994 wechselte er vom Lola T600 auf einen ehemaligen Formel-1-Rennwagen Minardi M190. Mit diesem gelang ihm in Pergusa sein erster Gesamtsieg bei einem Rennen.
In diesem Jahr feierte Becker auch mit dem Saisonsieg in der 1. Division und Rang 2 in der Gesamtwertung der Interserie seinen größten Rennerfolg.
1999 startete er in der Klasse 3 der Interserie und erreichte dort einen weiteren Klassensieg. Ein Jahr später wechselte er auf einen Minardi M195B, mit dem er bis zum Ende der Interserie die Rennsaison bestritt.
Ab 2003 und dann regelmäßig von 2005 bis 2012 startete Becker in der EuroBOSS- und ab 2010 in der nachfolgenden BOSS-GP-Masters-Rennserie. 2010 erreichte er dort mit einem Dallara SN01 einen Sieg in der Masters-Klasse.

## Statistik

### Einzelergebnisse in der Sportwagen-Weltmeisterschaft
| Saison | Team                            | Rennwagen         | 1   | 2   | 3   | 4   | 5   | 6   | 7   | 8   | 9   | 10  | 11  | 12  | 13  | 14  | 15  | 16  | 17  | 18  | 19  | 20  |
| ------ | ------------------------------- | ----------------- | --- | --- | --- | --- | --- | --- | --- | --- | --- | --- | --- | --- | --- | --- | --- | --- | --- | --- | --- | --- |
| 1964   | BMC Germany                     | Mini-Cooper       | DAY | SEB | TAR | MON | SPA | CON | NÜR | ROS | LEM | REI | FRE | CCE | RTT | SIM | NÜR | MON | TDF | BRI | BRI | PAR |
| 1964   | BMC Germany                     | Mini-Cooper       |     |     |     |     |     |     |     |     |     |     |     | DNF |     |     |     |     |     |     |     |     |
| 1965   | Willi Martini                   | Martini           | DAY | SEB | BOL | MON | MON | RTT | TAR | SPA | NÜR | MUG | ROS | LEM | REI | BOZ | FRE | CCE | OVI | NÜR | BRI | BRI |
| 1965   | Willi Martini                   | Martini           |     |     |     |     |     |     |     |     |     |     |     |     |     |     | DNF |     |     |     |     |     |
| 1966   | Willi Martini Karl-Heinz Becker | Martini Glas 1304 | DAY | SEB | MON | TAR | SPA | NÜR | LEM | MUG | CCE | HOK | SIM | NÜR | ZEL |     |     |     |     |     |     |     |
| 1966   | Willi Martini Karl-Heinz Becker | Martini Glas 1304 |     |     |     |     |     | DNF |     |     |     |     |     | 9   |     |     |     |     |     |     |     |     |
| 1987   | Karl-Heinz Becker               | Lola T600         | JAR | JER | MON | SIL | LEM | NÜN | BRH | NÜR | SPA | FUJ |     |     |     |     |     |     |     |     |     |     |
| 1987   | Karl-Heinz Becker               | Lola T600         |     |     |     |     | DNF |     |     |     |     |     |     |     |     |     |     |     |     |     |     |     |